# Bảo hiểm ngách
Bảo hiểm ngách (tiếng Anh: niche insurance) là một hình thức bảo hiểm dành cho các phạm vi thị trường bảo hiểm nhỏ và có nhu cầu thấp.
Bảo hiểm ngách được áp dụng cho những trường hợp sau đây:
- Người lái xe có tiền án[1].
- Chủ sở hữu nhà trước đây đòi khoản tiền bồi thường lớn.
- Những nghề nghiệp không bình thường (chỉnh dây đàn piano) hoặc phải hứng chịu rủi ro cao (chẳng hạn như thợ lắp giàn giáo).
- Bảo hiểm sự kiện tạm thời (lễ hội, sự kiện nhạc sống).
- Bảo hiểm các bộ phận trên cơ thể, dành cho những người sinh sống phụ thuộc vào tình trạng của một bộ phận cụ thể trên cơ thể họ, chẳng hạn như chân hoặc mũi của các diễn viên nổi tiếng.[2]
- Người ngoài hành tinh bắt cóc – công ty đầu tiên cung cấp bảo hiểm trong trường hợp bị UFO bắt cóc thông qua Cơ quan St. Lawrence ở Altamonte Springs, Florida.[3] Bảo hiểm GEICO (không bán hợp đồng bảo hiểm liên quan đến người ngoài hành tinh) và tờ The Daily Telegraph đưa tin rằng một công ty Anh đã bán hơn 30.000 hợp đồng loại này.[4][5]

Một số người nổi tiếng và ngôi sao khiêu dâm đã mua bảo hiểm dương vật của họ với số tiền vượt quá một triệu đô la, bao gồm ca sĩ hát chính David Lee Roth của nhóm nhạc rock Van Halen, và nam diễn viên phim khiêu dâm Keiran Lee – cả hai đều được hãng Lloyd's of London bảo lãnh dương vật, còn được biết đến qua việc bảo hiểm các bộ phận cơ thể khác bao gồm dây thanh quản của Bruce Springsteen.